# Juan Carlos Herken Krauer
Juan Carlos Herken Krauer (24 de enero de 1953) es un economista, historiador, periodista, escritor y profesor universitario germano-paraguayo. Su novela "La Villa de Amatista" obtuvo el Premio de la ciudad de Asunción en 2004. "Esperando al Quebrantahuesos", su quinta novela, fue publicada en 2019. Sus últimas publicaciones académicas tratan de la “industria de la educación globalizada” y los nuevos desafíos que deben confrontar los docentes.

## Educación y trayectoria
Nació en Tebicuary, distrito de Coronel Martínez, Guairá el 24 de enero de 1953, descendiente de familias alemanas y suizo-alemanas que emigraron al Paraguay a finales del siglo XIX. Vivió su infancia en su pueblo natal para luego trasladarse a Asunción donde cursó estudios primarios y secundarios en el Colegio de Goethe, Asunción. Inició las carreras de economía en la Universidad Nacional de Asunción y de sociología en la Universidad Católica de Asunción en 1972. Dirigente estudiantil en la lucha contra la dictadura de Alfredo Stroessner a principios de los setenta . <, se refugia en Buenos Aires en 1974. . En 1981, obtuvo el título de máster en Ciencias Económicas del Birkbeck College (enlace roto disponible en Internet Archive; véase el historial, la primera versión y la última). de la universidad de Londres. En 1986 recibe el Ph.D. de LSE - London School of Economics and Political Science Archivado el 20 de febrero de 2017 en Wayback Machine.. Entre 1985 y 1986 participa en el Advanced Studies Program in International Economics del Institut für Weltwirtschaft  de la Universidad de Kiel, Alemania.

## Periodismo
Se inicia muy joven con el periodismo estudiantil combativo en la época de la dictadura de Alfredo Stroessner, a partir de 1968; entre otros, en el semanario universitario Frente, así como en programas de radio y televisión (“Nueva Generación”, 1970). . Colabora con la Revista Paraguaya de Noticias “Diálogo”, y en 1974 es nombrado corresponsal de la misma en Buenos Aires, Argentina. Trabaja con diferentes agencias y medios de prensa con base en Buenos Aires, entre ellos Inter Press Service, y deviene corresponsal de Latin American Newsletters (enlace roto disponible en Internet Archive; véase el historial, la primera versión y la última). , Londres en 1976. En 1977, se radica en Londres, donde trabajó como editor y periodista (1977-1980) de Latin American Newsletters Ltd, y fue jede de redacción del Informe Semanal, primera versión en español de los boletines de prensa de la empresa británica. .
Fue a su vez colaborador frecuente de varios servicios de la BBC y del Central Office of Information, (1980-82) Londres, donde escribía y grababa comentarios de difusión de la actualidad británica para emisoras de radio latinoamericanas.

## Economía
Fue economista en el departamento de países en vías de desarrollo para la empresa americana Data Resources Inc., McGraw Hill, en Londres y Boston, (1985), especializado en la construcción de modelos macro-econométricos, entre otros para Argelia . y África del Sur. .
Entre 1986 y 1987 fue investigador del Instituto de la Economía Mundial de Kiel, Alemania.
Gran parte de sus publicaciones académicas se centra en crecimiento económico, estrategias de desarrollo, mercado de trabajo y migración, y emergencia de new global corporations, así como sobre las economías latinoamericanas, en especial Argentina, Brasil y Paraguay.

## Historia
Uno de los primeros ensayos publicados sobre historia del Paraguay y Sudamérica fue Desarrollo Capitalista, Expansión Brasilera y Proceso Político en el Paraguay, en 1975.1.
Una vez radicado en Londres, inicia una amplia investigación en los archivos británicos, así como en bibliotecas de Francia y Alemania, cuya primera culminación es el libro Gran Bretaña y la Guerra de la Triple Alianza (1864-1970), publicado en 1983, y escrito conjuntamente son su entonces esposa, María Isabel Giménez de Herken (*1954-†1998).
Este libro, y otros ensayos, permiten por primera vez, sobre todo gracias a estadísticas inéditas y al rescate de documentación europea hasta ese entonces no utilizada, una revaluación amplia y crítica del contexto y las causas de la gran guerra sudamericana del siglo XIX, que opusiera al Paraguay frente a Argentina, Brasil y Uruguay. Y genera argumentos sólidos para el rechazo de algunas de las tesis “revisionistas” sobre la contradicción ineludible entre el “modelo paraguayo” y los intereses británicos. En una carta del 11 de octubre de 1983 a los autores, el historiador paraguayo Carlos Pastore Carlos Pastore, califica a la obra como: “… el primer libro sobre el desarrollo de esta guerra que iniciada su lectura termino de leerlo. En todos los casos anteriores, apenas iniciada la lectura, los he apartado de la mesa de trabajo.”
Sigue El Paraguay Rural entre 1869 y 1913. Contribuciones a la historia regional del Plata, publicado en 1984, que plantea un original enfoque regional de la historia económica rural, al entroncar las regiones del norte de Argentina y las limítrofes del Brasil con el Paraguay. En 1984 también es publicado Ferrocarriles, Conspiraciones y Negocios en el Paraguay (1907-1912), en gran parte basado sobre materiales inéditos de los archivos del Foreign Office británico, que demuestran una vasta red de confabulaciones políticas y financieras con eje en las empresas del americano Percival Farquhar, y sus proyectos de realizar una interconexión ferroviaria entre el Atlántico y el Pacífico.
En 1998 publica La Política Económica durante la Era Liberal (1904-1940), y entre 2010 y 2011 dos ensayos, La herencia de las dos guerras: 1864-70 y 1932-35, y La economía del Paraguay entre 1940-2008: crecimiento, convergencia e incertidumbres.

## Enseñanza y Academia
Su experiencia docente comienza con intervenciones ocasionales en colegios de la Universidad de Londres. Fue nombrado Honorary Research Fellow del  Institute of Latin American Studies (enlace roto disponible en Internet Archive; véase el historial, la primera versión y la última). de la Universidad de Londres entre 1988-90. Se le otorga la Guggenheim Fellowship por el período 1988-89.
Desde1992, ya radicado en París, Francia, se desempeña como Assistant Professor de The American University of Paris (enlace roto disponible en Internet Archive; véase el historial, la primera versión y la última). (1992-95), y como catedrático en diversos programas de Maestría en Administración de Negocios. Es nombrado Profesor de Economía de la European University, París, Francia, entre 1997 y 1998. 
En 1999 es nombrado Profesor de Economía y Gestión de la Al Akhawayn University , en Ifrane, Marruecos, y entre 1998 y 2001 es Profesor Invitado del Programa de Maestría en Economía de la National University of Kiev-Mohyla Academy, Ucrania. . En 2016 fue profesor Invitado de Economía del Instituto Tecnológico y de Estudios Superiores de Monterrey, México. Entre 2017-18 fue profesor Invitado de la Universidad de Jaén, España.

## Literatura
Se dedica muy joven a la literatura cuando residía en el Paraguay, escribiendo poesía y relatos cortos, y en 1970 es elegido Presidente de la Academia Literaria del Colegio de Goethe, Asunción, y a su vez fue fundador, y secretario general de la Liga de Academias Literarias del Paraguay. . En ese mismo año pasa a formar parte del Consejo de Redacción de la Revista Universitaria de Cultura Criterio.
Recién retorna a la literatura en la década de 1990, con la aparición de su primera novela, "El Mercader de Ilusiones", en 1995.
En 2003 se lanza "La Villa de Amatista", que obtiene el Premio de Literatura de la Ciudad de Asunción en 2004, “… por sus méritos en “el orden de la construcción narrativa y el uso poético de la lengua”.
En 2009 publica dos otras novelas, "La Carta de Ulises" y "Un Verano en París". 
Ha publicado estudios críticos sobre las obras literarias de Augusto Roa Bastos , Gabriel Casaccia, Joseph Conrad, Ernst Jünger, y Julien Gracq. 

## Obras
Aunque es autor de varios libros y ensayos en el área de las ciencias sociales, El mercader de ilusiones es su primera novela y fue publicada en 1995.
- Gran Bretaña y la Guerra de la Triple Alianza, (1983)(coautor)
- El Paraguay rural entre 1860 y 1913. Contribuciones a la historia económica regional del Plata, (1984)
- Ferrocarriles, conspiraciones y negocios en el Paraguay, 1910 - 1914, (1984)
- Capital-intensive Industries in the newly industrializing Countries. The Brazilian automobile and steel industries, (coautor), Kiel, (1988) ISBN 3163454445
- Argentine to 1992: The Search for Solutions, (coautor), The Economist Intelligence Unit, (coautor), London, (1988)
- La política económica en la era del Partido Liberal en Paraguay (1904-40), (1989)
- Annäherungen, (1994)
- Hacia una Economía Política del Mercosur, (1995)
- El mercader de ilusiones, (1995)  ISBN 9783000536472
- Mercado de Trabajo y Migración en el Mercosur, (1996)
- Nuestros años de luna y de sol, (2001)
- La villa de amatista, (2003) ,ISBN 9789000006281
- Paraguarí, (2006)
- La carta de Ulises, (2009) ISBN 9789995350703
- Un verano en París, (2009)[26] ISBN 9789995350710
- Pedro Herken. Diario de Guerra, Chaco Paraguayo, September 1932-April 1936. Introducción, edición y anexos de Guillermo Alejandro Herken Meyer y Juan Carlos Herken Krauer, Berlín-Montevideo, (2018). ISBN 9789974942271
- Esperando al Quebrantahuesos, (2019). ISBN 9781686565687